# Ling Qi
Ling Qi (jap. 灵契) ist eine chinesische Webcomic-Serie von Pingzi. Sie wurde 2016 und 2018 als Zeichentrickserie umgesetzt, die international als Spiritpact veröffentlicht wurde. Die Geschichte erzählt von einem jungen Wahrsager, der nach einem Unfalltod zum Geist wird und einen Pakt mit einem mächtigen Exorzisten eingeht.

## Inhalt
Der Wahrsager Yang Jing-hua ist Erbe einer Familie bedeutender Exorzisten, hat selbst mit dem Übernatürlichen aber wenig Erfolg. Er verdient mehr Geld mit gelegentlichen Computerreparaturen und lebt seit dem Tod seiner Eltern in Armut. Mit Anfang Dreißig hat er es fast aufgegeben, im Leben noch etwas zu erreichen. Da trifft er eines Nachts zufällig den Exorzisten Duanmu Xi und wird kurz darauf von einem Lkw überfahren. Duanmu bietet dem Geist von Yang an, einen Pakt mit ihm zu schließen. Der lehnt erst ab, bis ein böser Geist, der es auf die Kräfte von Duanmu abgesehen hat, ihn entführt. Um der Lage zu entkommen, stimmt Yang doch noch zu und wird Duanmus „Schattengeist“. Nicht lange danach taucht Qin Shiyao auf. Die junge Frau ist Duanmus Verlobte. Sie himmelt ihn schon lange an und wurde schließlich mit ihm, dem Oberhaupt einer mächtigen Exorzistenfamilie, verlobt. Doch Duanmu beachtet sie weiterhin kaum. Während Qin zunächst eifersüchtig auf Yang ist, der ein engeres Verhältnis zu ihrem Verlobten zu haben scheint als sie, werden sie bald in ihrer beider komplizierten Beziehung zu dem abweisenden Exorzisten zu Verbündeten.
Gemeinsam mit Qin fahren sie zum Familienanwesen von Duanmu, wo Yang offiziell als sein Schattengeist vorgestellt wird. Yang trifft auf eine Familie, die ihm sehr skeptisch gegenübersteht, da er kaum Fähigkeiten und Macht vorzuweisen hat und dennoch vom Familienoberhaupt für den Pakt auserwählt wurde. Vor allem Yinzhe, Meister der Dämonen und früherer Exorzist, stellt Yang auf die Probe. Und auch Duanmus Verwandter und Konkurrent Situ Lü geht auf Yang los, um die Schwächen seines Widersachers herauszufinden. So muss sich Yang schnell in der Familie zurechtfinden und sich zu wehren lernen. Duanmu gibt ihm zwar Fähigkeiten und eine magische Waffe zur Hand, kommt aber oft erst spät zu Hilfe und ist wenig zuverlässig. Ehe sie ihre gemeinsame Macht ausschöpfen können, muss sich auch die Zusammenarbeit der beiden noch entwickeln.

## Veröffentlichungen
Der Comic von Pingzi erschien im Online-Magazin Tencent Comic des Verlags Tencent. Die Firma beauftragte beim chinesischen Studio Haoliners Animation die Umsetzung der Geschichte als Zeichentrickserie. Diese entstand unter der Regie von Haoling Li und nach einem Drehbuch von Reiko Torii. Produzent war Yunkang Tang und für den Ton war Kōichi Iizuka verantwortlich.
Ab dem 21. Juni 2016 wurden die zehn Folgen der ersten Staffel von Tencent Video in China veröffentlicht. Bei Emon Animation, der japanischen Tochter von Haoliners Animation, entstand eine Version für den japanischen Markt. Diese wurde vom 7. Januar bis zum 11. März 2017 von Tokyo MX gezeigt. 2018 entstand eine zweite Staffel mit weiteren 12 Folgen beim gleichen Team. Diese wurde parallel in China und Japan ausgestrahlt. Die Staffeln wurden international auf der Plattform Crunchyroll per Streaming veröffentlicht, 2017 die erste und 2018 die zweite, mit dem japanischen Ton und Untertiteln unter anderem auf Deutsch und Englisch.

### Synchronisation
| Rolle chinesisch/japanisch | chinesischer Sprecher | japanischer Sprecher (Seiyū) |
| -------------------------- | --------------------- | ---------------------------- |
| Yang Jing-hua / Keika Yō   | Lanling Li            | Yūichi Iguchi                |
| Duanmu Xi / Ki Tanmoku     | Mingyue Liu           | Shunsuke Takeuchi            |
| Qin Shi-yao / Shiyō Shin   |                       | Rumi Okubo                   |
| Yinzhe / Intetsu           |                       | Noriaki Sugiyama             |
| Situ Lü / Shito Ritsu      |                       | Toshiyuki Toyonaga           |

### Musik
Vorspannlied der ersten Staffel ist Mugendai von Yu Jiaoyan, das Abspannlied ist Endless Stories von RiyO. Die zweite Staffel erhielt das Lied Taion von Shuta Sueyoshi für den Vorspann und I’ll be there von Roys als Abspannlied.